# Jan Drzewiecki (pianista)
Jan Drzewiecki (ur. 18 czerwca 1938 w Bydgoszczy, zm. 28 listopada 2006 w Inowrocławiu) – polski pianista, aranżer, pedagog muzyczny, kompozytor.

## Życiorys
W 1952 ukończył Szkołę Podstawową nr 25 oraz Państwową Niższą Szkołę Muzyczną w Bydgoszczy, następnie naukę kontynuował w Państwowym Liceum Muzycznym w tym samym mieście. Po maturze w 1957 rozpoczął studia w Państwowej Wyższej Szkole Muzycznej w Poznaniu na Wydziale Instrumentalnym, w klasie fortepianu. Następnie przeniósł się na studia do Państwowej Wyższej Szkoły Muzycznej w Sopocie na Wydział Kompozycji, Teorii i Dyrygentury (dyplom 4 września 1964). Jeszcze w trakcie studiów w 1962 rozpoczął pracę w Liceum Muzycznym w Bydgoszczy. W szkole tej pracował do 1969 i następnie w latach 1977–1982. Później do 1992 współpracował z tą szkołą jako akompaniator w klasach instrumentalnych i wokalnych.
W latach 1966–1969 był chórmistrzem i kierownikiem chóru Zespołu Pieśni i Tańca Ziemi Bydgoskiej, a w latach 1977–1979 kierownikiem artystycznym tego zespołu. W latach 1967–1972 był kierownikiem zespołu rozrywkowego Relaks. W latach 1971–1976 pracował w Zespole Estradowym Pomorskiego Okręgu Wojskowego Czarne Berety. 
Współpracował z Estradą Bydgoską. Akompaniował takim solistom jak, m.in., Barbara Dunin, Zbigniew Kurtycz, Jacek Lech, Katarzyna Sobczyk. Był pianistą parodysty Andrzeja Bychowskiego.
Od 1982 był wykładowcą Akademii Muzycznej im. Feliksa Nowowiejskiego w Bydgoszczy, a po przejściu na emeryturę (w 1999) kontynuował pracę pedagogiczną do 2001. 
W latach 80. współpracował (jako pianista, kierownik muzyczny i kompozytor) z reaktywowanym po wielu latach kabaretem Eksces Wieczorny.
W latach 90. zrealizował kilka zagranicznych kontraktów grając na statkach, m.in., w USA, Meksyku, Kolumbii i Karaibach oraz koncertując w niemieckich kurortach. Odbył także w latach 1999–2000 cykl estradowych koncertów w Austrii, Danii i Niemczech.
Występował jako akompaniator w licznych kameralnych koncertach operetkowych w miejscowościach kuracyjnych (Ciechocinek, Inowrocław) oraz wspomagał Teatr Polski w Bydgoszczy w realizacji spektakli muzycznych.
Zmarł 28 listopada 2006 w Inowrocławiu. Został pochowany 2 grudnia tego samego roku na cmentarzu św. Józefa Rzemieślnika przy ul. Toruńskiej 164 w Bydgoszczy.

## Wyróżnienia
W marcu 1978 zarząd Zespołu Pieśni i Tańca Ziemi Bydgoskiej przyznał Janowi Drzewieckiemu srebrną odznakę honorową (legitymacja nr 6).
We wrześniu 2006 prezydent Bydgoszczy Konstanty Dombrowicz nagrodził Jana Drzewieckiego za wieloletni wysiłek oraz trud włożony w rozwój bydgoskiego życia kulturalnego.

## Rodzina
Był synem Józefy z domu Szulc oraz Aleksandra.
Żona Aleksandra (1939–2019) była absolwentką Akademii Medycznej w Gdańsku oraz lekarzem pediatrą w Bydgoszczy. Mieli cztery córki, które w komplecie zdobyły wykształcenie muzyczne: 
- Mirosława jest skrzypaczką w Filharmonii Bałtyckiej[12][13][14][15][16][17][18],
- Katarzyna wiolonczelistką w Sinfonii Varsovia[19],
- Hanna skrzypaczką w Teatrze Wielkim w Łodzi[20],
- Ewa skrzypaczką w Toruńskiej Orkiestrze Symfonicznej[21][22].